# Surowce odnawialne

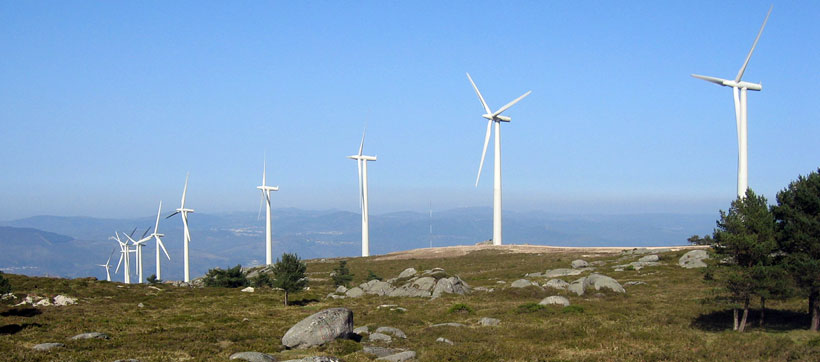
Farma wiatrowa w Galicji, Hiszpania

Surowce odnawialne – surowce, które mogą być uzupełnione w tym samym lub krótszym czasie niż czas potrzebny na ich zużycie. 
Wyróżnia się tu surowce o nieskończonych zasobach i natychmiastowej odnawialności (na przykład odnawialne źródła energii: słonecznej, wiatrowej i geotermalnej) oraz surowce wymagające czasu i wysiłku na wytworzenie ich nowych zasobów (między innymi drewno, tlen, skóra, ryby).